# Waterfox
Waterfox（直译：「水狐」）是一个开源网页浏览器，為Firefox的分支。

## 历史
Waterfox由Alex Kontos于2011年3月27日为Windows首次发布。当时，火狐没有提供官方的64位元版本。
从2015年7月22日到2015年11月12日，Waterfox使用自家开发的“Storm”搜索引擎。Storm由雅虎提供算法，为Waterfox与慈善机构筹集资金。 
2019年12月，自称注重隐私的广告公司System1收购Waterfox。
在2023年7月，Alex Kontos宣布Waterfox再次成為一個獨立的專案。

## 功能
Waterfox由System1开发，默认搜索引擎为必应，有适用于Windows、macOS、Android和Linux的官方版本。
Waterfox与Firefox共享核心功能和技术，包括Gecko浏览器引擎和对Firefox附加组件的支持，並以先进性、兼容性、性能与隐私著称。

## 版本

### Waterfox Classic
Waterfox Classic基于旧版Gecko引擎，这意味着它支持Firefox不再支持的旧操作系统和XUL和XPCOM插件；然而，其也有多个未修补的安全漏洞，开发人员表示：
“ESR版本之间的变化太多了。即使不是不可能，也很难进行合并。” 